# Emma Berglund
Emma Sofia Berglund (Umeå, 19 december 1988) is een Zweeds voetbalspeelster die sinds 2017 als verdediger actief is bij Paris Saint-Germain Féminines in de Franse Division 1 Féminine.

## Carrière

### Clubs
Na de jeugdteams in Täfteå IK en Umedalens IF tekende Berglund in 2006 een contract bij landskampioen Umeå IK waar ze in 2007 debuteerde in de Damallsvenskan. Ze behaalde twee landstitels en eenmaal de beker met Umeå IK en bracht het tot kapitein van het team.
In december 2014 op het einde van het seizoen kondigde Berglund aan dat ze vertrok naar de nieuwe landskampioen FC Rosengård waar ze in haar tweede seizoen kapitein werd. Ze won met Rosengård zowel de landstitel als de Zweedse beker en Supercup.
In de zomer van 2017 tekende Berglund een tweejarig contract bij Paris Saint-Germain Féminines in de Franse Division 1 Féminine.

### Nationaal elftal

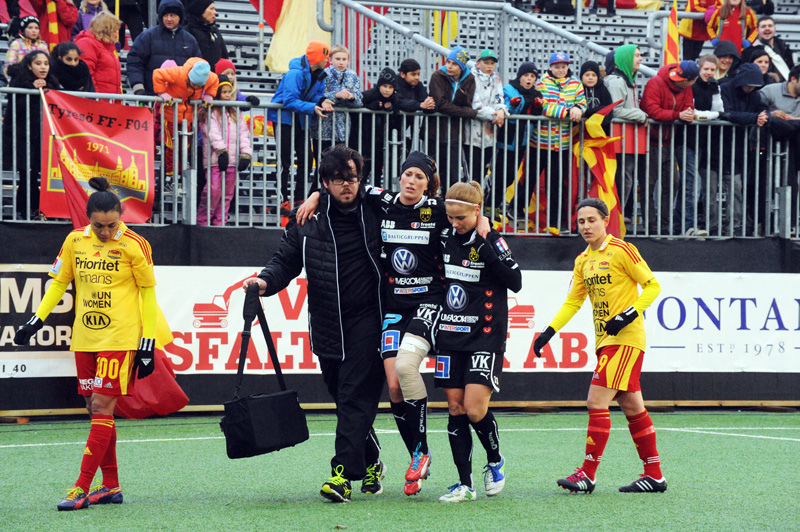
Emma Berglund geblesseerd op 18 april 2013

Berglund debuteerde op 20 november 2011 bij het Zweeds voetbalelftal in de wedstrijd tegen de Verenigde Staten die eindigde op een 1-1 gelijkspel.
Berglund stond in het basiselftal op de Olympische Zomerspelen 2012 in Londen, maar miste het Europees kampioenschap voetbal vrouwen 2013 in Zweden door een letsel aan de voorste kruisband, opgelopen op 18 april 2013 tijdens de wedstrijd van Umeå IK tegen Tyresö.
In 2016 won Berglund zilver met het nationaal elftal op de Olympische Zomerspelen 2016 in Rio de Janeiro en op het Europees kampioenschap voetbal vrouwen 2017 in Nederland bereikte Zweden met Berglund de kwartfinales waar ze met 2-0 verloren van gastland Nederland dat uiteindelijk voor de eerste maal Europees kampioen werd.

## Erelijst
- 2007, 2008, 2015: Winnaar Zweeds landskampioenschap (Damallsvenskan)
- 2007, 2015/16: Winnaar Zweedse beker
- 2015, 2016: Winnaar Zweedse Supercup
- 2016: Zilveren medaille op de Olympische Zomerspelen 2016

### Individueel
- 2012: Beste Zweeds verdediger van het jaar